# Aulo Vicírio Próculo
Aulo Vicírio Próculo (em latim: Aulus Vicirius Proculus) foi um senador romano nomeado cônsul sufecto para o nundínio de setembro a dezembro de 89 com Mânio Labério Máximo. Era filho de Aulo Vicírio Próculo, tribuno da IV Legião Cita, flâmine dial no reinado de Cláudio e enterrado em Siena. Aulo Vicírio Marcial, cônsul sufecto em 98, era seu irmão.[carece de fontes?]

## Carreira
É conhecido apenas através de inscrições. Apenas um cargo de sua carreira senatorial é conhecido, identificado em 2008 quando um diploma militar foi estudado e publicado. Este documento atesta que Vicírio Próculo foi governador da Britânia em 93, cinco anos depois de seu consulado.